# Stélvio
Stélvio Rosa da Cruz, né le 24 janvier 1989 à Luanda (Angola) est un footballeur international angolais, qui évolue au poste de milieu de terrain.
Il joue en équipe d'Angola de 2009 à 2010, après avoir joué avec l'équipe du Portugal espoirs.

## Palmarès
- Championnat du Luxembourg : 2014, 2016 et 2017
- Coupe du Luxembourg : 2017